# Тиль Уленшпигель (группа)
«Тиль Уленшпигель» — российская фолк-группа, существовавшая в 1996—1999 годах. Вдохновителем, лидером и автором большинства песен группы был музыкант-мультиинструменталист Руслан Комляков.
Ныне группа наиболее известна тем, что в ней начинала свою музыкальную карьеру Наталья «Хелависа» О’Шей, а первый состав «Мельницы» был образован музыкантами этой группы.

## История
В 1988 году Руслан Комляков собрал в Минске группу, названную «Уленшпигель», в составе: Руслан Комляков (вокал, гитара), Дмитрий Синица (гитара, перкуссия), Жанна Гордон (скрипка), Александр Финберг (флейта), Дмитрий Сойфер (виолончель). Первый состав группы просуществовал около года, после чего Руслан, избрав для жизни духовный путь, уехал в Ивановскую область, где принял постриг с именем Рафаил, а позже служил иеромонахом.
В 1995 году Руслан оставил церковное служение и в 1996 году возобновил творческую деятельность в Москве. Музыканты училища и академии Гнесиных откликнулись на расклеенные Русланом объявления о создании музыкального проекта в стиле фолк. Таким образом был набран новый состав: Руслан Комляков (вокал, гитара), Эдуард Калива (виолончель), Ольга Харитонова (скрипка), Наталья Филатова (флейта). Позже группу переименовали в «Тиль Уленшпигель», так как выяснилось, что группа с названием «Уленшпигель» уже давно существовала в Казани. 10 января 1997 года состоялся первый концерт в клубе «Гнездо глухаря», куда музыканты были приглашены Олегом Митяевым. Песни тогда писал исключительно Руслан, а все остальные участники, по сути, были сессионными музыкантами — просто получали небольшие деньги с каждого сыгранного концерта.
Весной 1998 года у группы появился перкуссионист — Денис «Дэн» Скурида. Позже Руслан высказался о его приглашении следующим образом: 

Музыкантом, как я понял, был он очень слабеньким, но я предложил ему попробовать поиграть на перкуссии, а именно на дарбуке. Ритмы и рисунки были на ту пору очень простые и незатейливые, научить и обезьяну при желании можно было…
Летом 1998 года у Комлякова появилась идея разнообразить репертуар группы и усилить её состав, в том числе ввести женский вокал. И вот тогда вспомнили про Наталью «Хелавису» Николаеву. Она имела определённую известность среди реконструкторско-ролевой тусовки своими домашними записями, а кроме того, ещё и хорошо пела и сочиняла песни. Таким образом, группа обрела не только женский вокал, но и второго автора музыки и текстов. В этот период в группе выступали: Руслан Комляков (вокал, гитара), Хелависа (вокал), Александра Никитина (виолончель), Мария Болычева (скрипка), Наталья Филатова (флейта), Владимир Потурай (гусли, варган), Павел Давыдович (перкуссия), Денис Скурида (перкуссия).
С осени 1998 года «Тиль Уленшпигель» сотрудничал с клубом исторического фехтования «Наследие предков». Просуществовав около двух лет, группа записала два альбома: «Герои» и «Вавилон».
В этот период группа достигла пика своей популярности, однако отношения с Русланом Комляковым у всех участников «Тиля Уленшпигеля» необратимо портились. Причин никто не скрывал — это было связано с оплатой концертов. В октябре 1999 года после одного из концертов Наталья Филатова объявила о том, что с Комляковым она больше работать не будет, и вся остальная группа, вдохновленная её примером, последовала за ней.
По инициативе Хелависы музыканты «Тиля Уленшпигеля» продолжили выступать вместе. Свой первый концерт новая группа дала в московском клубе «Форпост» 29 октября 1999 года: на афише в тот день всё ещё значилось «Тиль Уленшпигель», но вскоре стала именоваться «Мельницей».

…просто однажды мне позвонили в Пущино и объявили, что со мной больше не играют, а как выяснилось позже, играть они решили без меня, и первый концерт, который они отыграли, был запланированный мною концерт в клубе ФОРПОСТ. Я туда пришел и сказал Хелависе всё, что я об этом думаю. Она выслушала, но поступила по-своему. Единственно. Что на этом концерте она объявила, что в ближайшем времени группа изменит своё название. <…> Мельница долго ещё пользовалась именем Тиль Уленшпигель, указывая в афишах, что они экс.

Руслан Комляков вернулся с семьёй в Иваново.
Несмотря на то, что группа «Тиль Уленшпигель» просуществовала недолго, она стала стартовой точкой для участников нескольких известных и поныне фолк-коллективов. В 2002 году Руслан Комляков собрал новую группу «Тиливан».
В феврале 2012 года Руслан Комляков умер. Причина смерти, по неподтверждённым данным, — самоубийство.

## Стиль
В информационном приложении к журналу «Talk’N’Rock Newsletter» стиль группа характеризовался так:

«Тиль Уленшпигель» можно охарактеризовать как сплав фольклорной музыки различных народов, и, хотя веянья кельтской менестрельской песни доминируют, также явно прослеживаются мотивы русской и скандинавской народной музыки. Следует отметить, что вся музыка «Тиля Уленшпигеля» создавалась исключительно с помощью живых инструментов, хотя в дальнейшем, насколько я понял из беседы с Русланом, возможны эксперименты.

Песни группы представляли собой «в основном баллады с отчётливым средневековым привкусом».